# Ruminghem
 Ruminghem  es una población y comuna francesa, situada en la región de Norte-Paso de Calais, departamento de Paso de Calais, en el distrito de Saint-Omer y cantón de Audruicq.

## Demografía
| 1012 | 968 | 927 | 1019 | 1120 | 1163 |
| Para los censos de 1962 a 1999 la población legal corresponde a la población sin duplicidades (Fuente: INSEE [Consultar]) |     |     |      |      |      |